# Atkinson (Dominique)
Pour les articles homonymes, voir Atkinson.
Atkinson est une ville de la Dominique, située dans la paroisse de Saint-Andrew.